# 群的直和
在數學中，群 G 叫做子群的集合 {Hi} 的直和，如果
- 每個 Hi 是 G 的正規子群，
- 每對不同的子群都有平凡的交集，并且
- G = <{Hi}>；換句話說，G 是子群 {Hi} 生成的。

## 解說
如果 G 是子群 H 和 K 的直和，則我們寫為 G = H + K；如果 G 是子群集合 {Hi} 的直和，我們經常寫為 G = ∑Hi。不嚴格的說，直和同構於子群的弱直積。
在抽象代數中，這種構造方法可以推廣為向量空間、模和其他結構的直和；詳情參見條目直和。
這個符號是符合交換律的；所以在兩個子群的直和的情況下，G = H + K = K + H。它還是符合結合律的，在如果 G = H + K 并且 K = L + M 則 G = H + (L + M) = H +  L + M 的意義上。
可以表達為非平凡子群的直和的群被叫做“可分解”的；否則叫做“不可分解”的。
如果 G = H + K，則可以證明:
- 對於所有 H 中的 h 和 K 中的 k，有 h*k = k*h。
- 對於所有 G 中的 g，存在唯一的 H 中的 h 和 K 中的 k 使得 g = h*k。
- 有直和在商群中的消除，即 (H + K)/K 同構於 H。

上述斷言可以推廣到 G = ∑Hi 的情況，這里的 {Hi} 是子群的有限集合。
- 如果 i ≠ j，則對于所有 Hi 中的 hi 和 Hj 中的 hj，有著 hi * hj = hj * hi。
- 對於每個 G 中的 g，有唯一的 {hi ∈ Hi} 使得

g = h1*h2* ... * hi * ... * hn。
- 有直和在商群中的消除；即 ((∑Hi) + K)/K 同構於 ∑Hi。

注意類似於直積，這里的每個 g 可以唯一的表達為
g = (h1,h2, ..., hi, ..., hn)。
因為 hi * hj = hj * hi 對於所有 i ≠ j，可推出在直和中的元素的乘積同構於對應的在直積中的元素的乘積；因此對於子群的有限集合，∑Hi 同構於直積 ×{Hi}。

## 直和的等價
直和對於群不是唯一的；例如在克萊因四元群 V4 = C2 × C2 中，我們有 
V4 = <(0,1)> + <(1,0)> 和
V4 = <(1,1)> + <(1,0)>。
但是，Remak-Krull-Schmidt定理聲稱給定有限群 G = ∑Ai = ∑Bj，這里的每個 Ai 和每個 Bj 都是不平凡的并且不可分解的，則兩直和分別涉及到的子群在重新排序后同构意义下是等價的。
Remak-Krull-Schmidt 定理對無限群無效，所以在無限 G = H + K = L + M 的情況下，即使在所有子群都是非平凡的并且不可分解的，我們不能假定 H 同構於要么 L 要么 M。

## 推廣到在無限集合上的和
如果我們希望在 G 是子群的無限(可能不可數)集合的直和的情況下描述上述性質，我們需要更加的小心。
如果 g 是群的集合的笛卡爾積 ∏{Hi} 的元素，設 gi 是在乘積中的 g 的第 i 個元素。 群的集合 {Hi} 的外直和(寫為 ∑E{Hi}) 是 ∏{Hi} 的子集，這里對於每個 ∑E{Hi} 的元素 g，gi 是單位元 {\displaystyle e_{H_{i}}} 對於除了有限個之外的所有 gi (等價的說只有有限個 gi 不是單位元)。在外直和中的群運算是逐點乘法，如在平常直積中那樣。
應當容易的明白這個子集確實形成了群；對于群 Hi 的無限集合，外直和同一於直積。
那么如果 G = ∑Hi，則 G 同構於 ∑E{Hi}。因此在某種意義上，直和是“內部”外直和。我們有了對於每個 G 中的元素 g，有一個唯一有限集合 S 和唯一的 {hi ∈ Hi : i ∈ S} 使得 g = ∏ {hi : i ∈ S}。